# Калюжный, Василий Авксентьевич
Василий Авксентьевич Калюжный (21 марта [2 апреля] 1899, Сокрутовка — 2 ноября 1993, Москва) — советский учёный-геолог, первооткрыватель Ярегского титанового месторождения, Заслуженный деятель науки и техники Коми АССР, лауреат Государственной премии СССР. Специалист по региональной геологии и геологии месторождений полезных ископаемых.

## Биография
Родился 21 марта (2 апреля) 1899 года в селе Сокрутовка (Область Войска Донского). В детстве батрачил, работал на разных промыслах.
Учился в школе рабочей молодёжи, на рабфаке. В 1931 году окончил Московскую горную Академию.
С 1931 года работал научным сотрудником в Институте геохимии, минералогии и кристаллографии имени М. В. Ломоносова АН СССР, который в 1937 году вошёл в Институт геологических наук АН СССР. Работал на Алтае, в Казахстане и Средней Азии, занимался изучением вольфрамовых и оловянных месторождений. Участвовал в 17-й сессии Международного геологического конгресса в Москве.

### Репрессии
30 апреля 1938 года был арестован, обвинён в принадлежности к антисоветской организации.
17 января 1940 года был осуждён на 8 лет лагерей. 29 мая 1940 года прибыл в Ухтижемлаг из тюрьмы города Астрахани. Работал разнорабочим в системе Ухткомбината, а с 1941 года — геологом. Установил промышленное содержание двуокиси титана (лейкоксена) в Ярегском нефтяном месторождении, доказал необходимость постановки разведочных работ и технологических исследований.
Освобождён 5 ноября 1945 года. Работал в городе Ухте. Руководил литолого-петрографической группой в Центральной научно-исследовательской лаборатории Ухтинского комбината. Преподавал в Ухтинском горно-нефтяном техникуме.
19 мая 1951 года был повторно арестован и определён на спецпоселение в Ухтe.
Реабилитирован в 1955 году, вернулся в Москву.

### Последние годы жизни
С 1956 года работал в ИГЕМ АН СССР — старший научный сотрудник, заведующий лабораторией минераграфии (1962—1974).
С 1961 года — кандидат геолого-минералогических наук.
Скончался 2 ноября 1993 года в Москве.

## Награды премии
- 1963 — Орден Трудового Красного Знамени
- 1973 — Первооткрыватель месторождения
- [уточнить] — Заслуженный деятель науки и техники Коми АССР
- 1977 — Государственная премия СССР, за открытие, разведку и подготовку комплексной разработки Ярегского месторождения титана (сделано в 1939 году).

## Членство в организациях
- 1929 — член ВКП(б).